# Finta (desporto)
A finta(português de Portugal) ou revienga(português de Angola) é um acto simulado e enganador, praticado no âmbito dos mais variados desportos, por meio do qual um jogador sugere ao adversário uma determinada intenção, de maneira a despoletar nele uma reacção previsível e equivocada, da qual se possa tirar proveito.
Se o adversário se deixar enganar pela finta, dá oportunidade ao fintador para o apanhar de surpresa. As fintas mais comuns passam por insinuar ao adversário que se vai enveredar numa direcção, de maneira a convencê-lo a encaminhar-se nesse sentido, para depois, de repente, guinar numa direcção diferente, esquivando-se do adversário. Outro tipo de fintas é aquele que dá a entender ao adversário que se vai fazer certo tipo de ataque ou investida, de maneira a suscitar no adversário a necessidade de assumir determinada pose defensiva correspondente e assim que o fizer, desferir sobre ele um ataque para o qual não está preparado para se conseguir defender.
As fintas só surtem efeito se conseguirem ludibriar o adversário e, para que isso aconteça, é necessário que sejam convincentes e que sejam inesperadas. Se não for possível apanhar de surpresa o adversário, a finta gora-se.
O substantivo finta chega ao português por via do italiano «finta» (lit. «simulação», do latim ficta, particípio passado feminino do verbo «fingere», que significa «fingir, representar, inventar»).
O substantivo revienga, por seu turno, entra no português por via do quimbundo, com étimo em «nviem», que significa "pirueta" ou "volteio súbito das aves no ar". 
As fintas são uma das possibilidades tácticas dos desportos. Dadas as limitações naturais da capacidade de processamento de informação do ser humano, a finta aproveita-se dessas limitações, dando a entender ao adversário que se vai fazer uma coisa, quando, na verdade, se vai fazer outra. Este tipo de manobra táctica aperfeiçoa-se pelo treino e pela prática.
Ao arrepio disto, o tempo de reacção de discriminação de quem é alvo de uma finta, também pode ser melhorado, através de treino situacional.

## Aspecto neurofisiológico
De acordo com Schmidt e Wrisberg, na sua obra «Aprendizagem e performance motora», a análise neurofisiológica que perpassa os desportistas, durante a execução de uma finta, assenta numa sobrecarga dos poderes de reacção e decisão humanos, que recebem a solicitação de dois estímulos diferentes e contraditórios, num espaço de tempo muito curto, que exigem uma resposta rápida.
Nas circunstâncias em que dois estímulos são apresentados inesperadamente e muito próximos um do outro, dentro do mesmo espaço de tempo, o encéfalo do defensor capta o primeiro estímulo e começa logo já a selecionar e gerar uma resposta para ele. No entanto, quase logo de seguida, quando o segundo estímulo é apresentado, o encéfalo já está a processar o primeiro estímulo, pelo que ocorre uma interferência com o segundo par de estímulo e resposta. Esse atraso do tempo de reacção é mais longo, quando o estímulo e resposta são muito curtos (cerca de 50 a 60 milissegundos), no entanto, se o estímulo demorar menos de 40 milissegundos, o encéfalo já consegue responder aos dois estímulos em simultâneo, como se fossem um só. 
O tempo de reacção para se tomar a decisão é mais moroso porque a latência do processamento mental é, por sua vez, mais demorada, aplicando-se neste ensejo a chamada Lei de Hick.  Nos conformes da Lei de Hick, o tempo de reacção aumenta logaritmicamente à medida que aumenta a quantidade de estímulo e resposta. Assim sendo, a título de exemplo, se houver dois ou três estímulos de ataque quase concomitantes, o tempo de reacção do defensor retarda-se, à custa da quantidade assoberbante de opções de escolha com que esse atleta se vê confrontado e às quais tem de dar uma correspondente resposta (mesmo que essa resposta seja a inação). O tempo de reacção de escolha não ocorre apenas na finta do futebol, acontece durante as mais diversas jogadas em desportos colectivos, desportos de combate, nos desportos de viação, entre outras modalidades.
Na pendência do tempo de reacção usado para discriminar e discernir, qual é actuação a adoptar, o atleta é bombardeado com a solicitação de vários estímulos, que pedem uma resposta motora correspondente.

## Nas artes marciais

### Esgrima

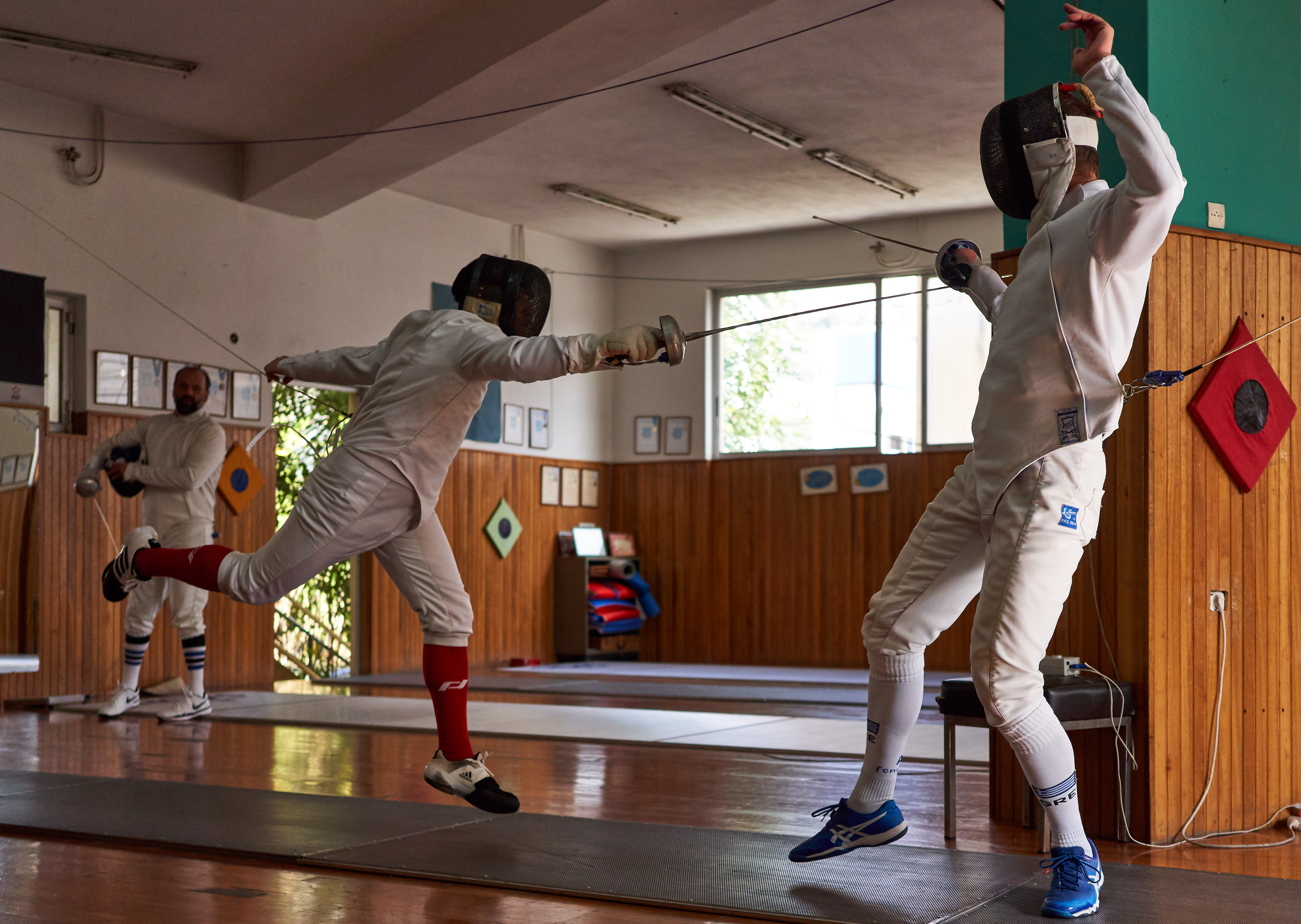
Esgrimista grego desfere uma flecha sobre o adversário.

Numa análise mais simplista e superficial da esgrima, a finta é um golpe simulado que obriga o adversário a aparar com a arma de um lado, enquanto se ataca pelo outro, que ficou desprotegido.
Porém, esta análise não é rigorosa. Isto porque não há só fintas ofensivas, como aquela que se descreve supra, na esgrima, também as há de cariz defensivo e meramente táctico. As fintas, na esgrima, são um recurso técnico de grande importância e versatilidade e nem todas visam necessariamente conseguir enganar o adversário de modo a que aquele deixe o flanco desprotegido e à mercê de uma estocada súbita. Há fintas que visam desequilibrar o adversário; ganhar espaço sobre o adversário; desmoralizar ou desconcentrar o adversário, etc. 
Assim, deste modo, a definição mais completa de «finta» abarca todo e qualquer movimento técnico que é interrompido de repente para, logo de imediato, se praticar outro movimento diferente do inicial, a fim de enganar o adversário. Ou seja, consiste em começar a fazer determinado movimento ou dar a entender que se vai realizar certo movimento (atacar, aparar, deslocar-se, etc.), para sondar qual é a reacção do adversário e, a partir dela, mudar repentina e imprevisivelmente para um movimento diferente, por molde a apanhar de surpresa o adversário.
Para que as fintas surtam efeito, é necessário ter presente a máxima de que "toda a acção desperta uma igual e equivalente reacção". Atento este entendimento, o esgrimista deve tentar manipular as reacções do adversário, da maneira que lhe for mais vantajosa, ora fingindo ataques, contra-ataques, aparos e retiradas simuladas.
É indispensável, portanto, que as fintas sejam críveis e convincentes, o esgrimista tem de ter um bom domínio da sua linguagem corporal, de forma a conseguir fingir ou representar movimentos que o adversário seja capaz de interpretar no sentido pretendido.
Alguns movimentos de esgrima que pressupõem o uso de fintas são: 
1. Ataque composto - que se traduz num ataque que inclui uma ou várias fintas ofensivas.[21][24]
2. Flecha - que se trata de uma investida curta e rápida sobre o adversário, a fim de o surpreender. Consiste num salto explosivo contra o adversário, sucedido de um precipitar do corpo para a frente, em que o braço, esticado para diante, acompanha o movimento do corpo. Esta finta só é eficaz se apanhar o adversário de surpresa. Normalmente, antecede um ataque súbito, sendo considerada um tipo de deslocamento.[25]
3. Finta no Tempo ou "contra-ataque composto" - o esgrimista finge que vai dar um riposte, isto é, que vai contra-atacar o adversário, obrigando-o a reagir e preparar-se para aparar o golpe. Assim que o adversário se posicionar para aparar o riposte de um dos lados do corpo, o esgrimista fintador desfere um riposte pelo lado oposto, que ficou desprotegido.[24] Este tipo de finta é típico da tradição esgrimista italiana e é conhecido internacionalmente pela locução italiana «finta in tempo».[26]

### Pugilismo

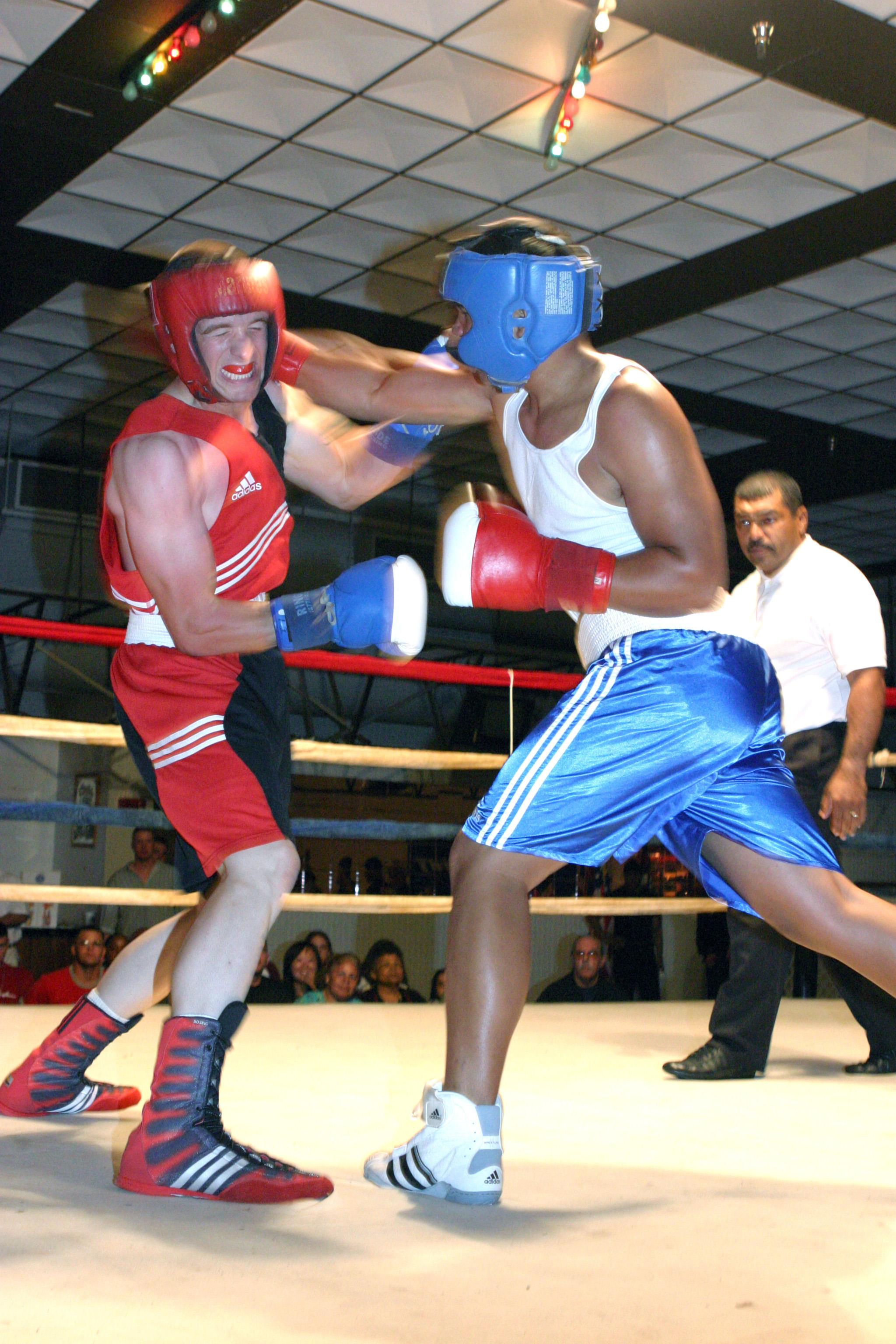

A finta no pugilismo é tida, em geral, como sendo um golpe ou movimento enganador, que se pratica na pendência dos assaltos do combate. Grosso modo, tudo aquilo que o pugilista faça com o intuito de ludibriar o oponente durante o assalto é considerado uma finta.
As prerrogativas no boxe são simples: o atacante visa atingir o oponente com as mãos e o defensor visa defender-se desses golpes, ora bloqueando, ora contra-atacando, servindo-se, por seu turno, das mãos e dos braços. A finta resume-se numa subversão desta lógica. O atacante finge que vai atacar, mas não ataca. O defensor prepara-se para se defender e bloquear o soco, por reflexo, e quando se apercebe que o ataque era falso, baixa a guarda. Assim que este baixar a guarda, o atacante desfere um segundo golpe, desta vez verdadeiro.
Exemplos de fintas:
- Quando se simula um murro, mas não se chega a esmurrar o adversário;
- Quando se finge que se pretende atingir o corpo, quando, na verdade, se pretende acertar na cabeça do oponente;
- Quando se esboça a intenção de se movimentar numa direcção, mas depois, num repente, se guina na direcção contrária. É neste contexto que se insere o chamado «jogo-de-pés», que nas suas formas mais elaboradas é amiúde denominado de "ginga";

#### Efeito psicológico
A finta pode ser usada para incutir no oponente um efeito desmoralizante ou amedrontador, na medida em que torna o combate imprevisível para o adversário, que deixa de ser capaz de discernir os golpes verdadeiros dos golpes simulados e, por conseguinte, deixa de ter o à-vontade necessário para poder, por seu turno, atacar e progredir no ringue.
Um pugilista que assuma uma posição mais reservada, estática e defensiva durante demasiado tempo, porque acha que pode ser socado à traição a qualquer momento, é mais fácil de ser dominado no combate pelo respectivo oponente, do que um adversário que adopte uma postura mais dinâmica e activa.

#### Categorias de finta
No pugilismo encontram-se duas categorias de finta:
- A «finta programada»: Este movimento consiste em simular um primeiro ataque (um soco) a fim de dissimular um segundo golpe, que deve atingir o alvo. Portanto, trata-se de um par indissociável de golpes, de concretização rápida: um primeiro (o falso) que tem o intuito de despistar o adversário; e um segundo (o verdadeiro) que o atinge de surpresa, no lado que ficar desprotegido. Certas escolas de boxe ensinam diferentes tipos de finta-padrão (a mais famosa das quais, será talvez o par «um-dois»);[28]

- A «finta adaptativa»: Nesta segunda manobra, depois de simular o primeiro golpe, o fintador sonda a postura do adversário, a fim de encontrar um ponto que tenha ficado a descoberto. Nestes casos, ao contrário do que sucede na finta programada, o fintador não sabe de antemão para onde vai dirigir o segundo soco. Tem, por isso, de se "adaptar" (daí o nome) às circunstâncias concretas do combate, para descobrir o flanco desprotegido na postura defensiva do adversário;[31]

Há pugilistas que apostam mais nas fintas adaptativas, por sinal, mais versáteis e menos convencionais, desenvolvendo o seu estilo de combate em torno deste tipo de actuação  mais dinâmica e repentista. Costuma-se crismar este estilo de pugilismo e pugilistas de "oportunistas", exactamente, porque o seu modo de luta se concentra na procura das melhores oportunidades para desferir os golpes.
Há diferentes formas de fintas: fintas de corpo, jogos-de-pés, fintas de golpes, etc.
Exemplo de finta no boxe: 
1.  ⇒  2. 
1. (A)  mostra um falso ataque (simulacro), dirigido à cara do oponente, por forma a fazê-lo reagir, em retirada
2. … e encadeia uma cotovelada, do mesmo braço, sobre o oponente, assim que ele se esquiva.

### Kendo

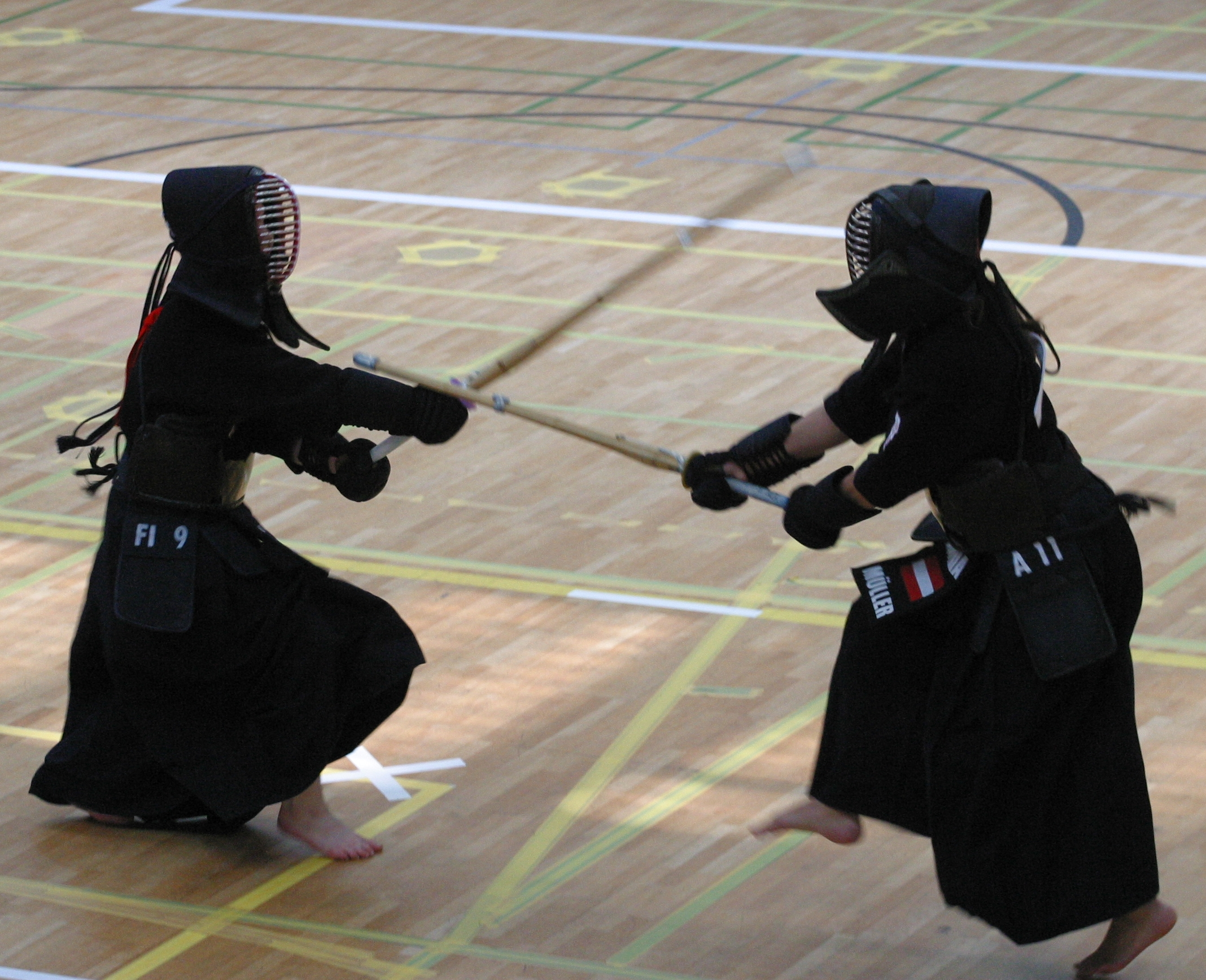

Sendo certo que os objectivos do kendo não passam, tradicionalmente, por ficcionar ataques, é possível realizar-se fintas em combates. 
Quando se desfere um seme, que parece esboçar um ataque à parte superior do corpo (um tsuki ou um men), pode-se, se o adversário tiver descurado a defesa da parte inferior do corpo, converter o seme num kote ou do, atingindo as partes desprotegidas. Isto vale vice-versa, se, ao esboçar um seme, o kendoista der a entender que o golpe se vai convolar num kote ou num do e o defensor descurar a defesa do parte superior do corpo, o atacante pode desferir um tsuki ou men à parte desprotegida.
É indispensável que as fintas sejam rápidas e convincentes, porém, se forem demasiado rápidas e não derem ansa ao adversário para poder reagir, saem naturalmente goradas, porque não se proporciona uma abertura na postura defensiva do adversário que se possa explorar. 

### Budô
No Budô ( caraté , aikido, etc.) as técnicas dissimulatórias dão pela nomenclatura de Kensei-Waza.

## Desportos com bola

### Futebol
No futebol, as fintas visam desestabilizar o adversário, obrigando-o cometer erros técnicos que o façam falhar as suas tentativas de ganhar a posse de bola. Tal como noutros desportos, as fintas do futebol prendem-se na mecânica clássica de dar a entender ao adversário que se pretende fazer um determinado acto, seja ele dirigir-se numa direcção, rematar, fazer um passe, etc., de maneira a obrigá-lo a reagir de uma determinada maneira, para depois, de repente, fazer uma coisa inesperada e diferente daquela com que se estava a contar.
Exemplos de fintas, que visam despistar o adversário, quanto à direcção que se pretende tomar, incluem: 
1. a pedalada, muito utilizada por jogadores como Ronaldinho e Cristiano Ronaldo;
2. o elástico usado por Ronaldo, Ronaldinho e Cristiano Ronaldo;
3. a roleta usada por Zidane e Diego Maradona;
4. a lambreta usada por Neymar; entre outras fintas

As circunstâncias mais propensas à finta costumam ser as ofensivas, mormente quando o jogador se encontra posicionado de feição para poder rematar, mas opta antes por fingir um remate, ante o defesa, que avança sobre si, de maneira a fazê-lo recuar no terreno. Deste modo, o jogador consegue contornar o defesa e rematar de ainda mais perto.  Este tipo de finta também pode ser usada no guarda-redes, numa situação de frente-a-frente: um exemplo paradigmático disto foi o «Golo do século» marcado por Diego Maradona, no ensejo do qual, depois de já ter percorrido metade do campo, torneando inúmeros adversários, defrontou o guarda-redes Peter Shilton, tendo-o fintado, mesmo antes de rematar.

### Rugby
No râguebi, as fintas são usadas sensivelmente da mesma maneira, se bem que se circunscrevem a um só jogador, que vai na cabeceira da formação, e que leva os jogadores adversários a acreditar que vai passar ou pontapear a bola, quando, na verdade, tenciona conservá-la em seu poder. 
Este tipo de fintas tem o efeito de levar os defesas a enxamear o suposto receptor do passe falso, desafogando o fintador, que fica com o caminho livre para progredir no campo. Tommy Haslam foi um dos jogadores de râguebi mais famosamente associado a este tipo de manobras. Haslam jogou pelos «Batley Bulldogs» e foi um dos membros da selecção dos British Isles Lions de 1888.

### Vóleibol
No vóleibol, as fintas consistem num toque dado à bola, passando, de feição a enganar o adversário, para que julgue que na verdade se ia realizar um ataque. Também pode passar poder dar a entender ao central que se vai fazer um ataque ao pé da rede, quando na verdade, se tem em vista mandar a bola à linha dos 3 metros.
Ao realizar uma finta, o jogador está a esboçar a execução de um movimento, ao qual o adversário vai responder, reagindo. Depois de já ter reagido, o jogador corrige o seu movimento, com uma mudança de trajectória, que obriga o adversário a despender mais tempo, tanto a aperceber-se do seu erro, como a corrigir o movimento reactivo inicial. Consequentemente, o adversário, agora de sobreaviso, vai ter de gastar este período de correcção a ajustar o seu centro de massa para que possa exercer força na direcção para a qual vai, realmente, a bola.
No fundo, a finta funciona como uma gestão do tempos de acção e reacção disponível. O jogador que finte tem de ser capaz de equacionar se consegue fintar o adversário, de maneira a que aquele não tenha tempo suficiente para corrigir a sua posição e interceptar a bola.